# Mistrzostwa Europy w Piłce Nożnej Kobiet 2013
Mistrzostwa Europy w Piłce Nożnej Kobiet 2013 (oficjalna nazwa UEFA Women’s EURO 2013 lub 2013 UEFA Women’s Championship) odbyły się w dniach od 10 lipca do 28 lipca 2013 w Szwecji, której przyznano organizację w październiku 2010. Jest to ostatni turniej w którym uczestniczyło 12 drużyn. Od następnej edycji w 2017 roku w turnieju finałowym uczestniczy 16 drużyn. Turniej wygrały Niemki, dla których był to już szósty tytuł mistrzyń Europy.

## Kwalifikacje
Kwalifikacje do mistrzostw miały przebieg dwufazowy. W pierwszej z nich mecze rozgrywały najsłabsze drużyny Europy. Uczestniczyło w nich 8 zespołów, które podzielone zostały na 2 grup po 4 zespoły. Zwycięzca każdej z grup zakwalifikował się do drugiej fazy eliminacji. W drugiej fazie uczestniczyło 38 drużyn (2 z pierwszej fazy + 36 rozstawionych), które zostały podzielone na siedem grup, trzy sześciozespołowe oraz cztery pięciozespołowe. Zwycięzca grupy awansował oraz najlepsza drużyna z drugiego miejsca bezpośrednio do mistrzostw, zaś pozostałe zespoły z drugich miejsc walczyły w barażach o awans na mistrzostwa. Reprezentacja Szwecji, jako gospodarz, nie musiała uczestniczyć w eliminacjach. Do mistrzostw zakwalifikowały się następujące zespoły:

## Uczestnicy
| - Szwecja (gospodarz) - Anglia - Niemcy - Francja |  | - Finlandia - Dania - Norwegia - Islandia |  | - Włochy - Holandia - Rosja - Hiszpania |

## Stadiony
Mecze odbyły się na następujących obiektach:
- Gamla Ullevi położony w Göteborgu. Ma pojemność 16 700 miejsc. Rozegrano na nim będą 3 mecze grupowe oraz 1 półfinał. Otwarty w 2009 roku, jest obiektem narodowym dla gier reprezentacji Szwecji kobiet. Na co dzień grywają na nim także kluby piłki męskiej jak GAIS, IFK Göteborg i Örgryte IS. Wymiary boiska to 105 × 68 m[4].
- Friends Arena położony w Solnie k. Sztokholmu. Ma pojemność 50 tys. miejsc. Był miejscem meczu finałowego – 28 lipca 2013. Otwarty w grudniu 2009 roku. Kosztował ponad 300 mln euro. Jest to obiekt narodowy dla reprezentacji Szwecji w piłce męskiej. Na Friends Arena swoje mecze rozgrywa również miejscowy klub AIK Fotboll. Wymiary boiska: 105 × 68 m[4].
- Idrottsparken znajdujący się w Norrköping. Ma pojemność 10 300 miejsc. Zbudowany w 1903, był poddany gruntownej przebudowie w 2009 roku. Gościł 3 mecze grupowe oraz 1 spotkanie półfinałowe. Głównym użytkownikiem stadionu jest klub IFK Norrköping. Wymiary boiska: 105 × 68 m[4].
- Linköping Arena znajdujący się w Linköping. Ma pojemność 7500 miejsc. Obiekt otwarty w 2013 roku. Wybudowano go dla potrzeb klubu piłki kobiecej Linköpings FC. Odbyły się na nim 3 gry eliminacyjne i 1 mecz ćwierćfinałowy. Wymiary boiska 105 × 68 m[4].
- Guldfågeln Arena w miejscowości Kalmar. Ma pojemność 10 900 miejsc. Wybudowany w 2009 roku. Na co dzień korzysta z niego klub Kalmar FF, jest też miejscem meczów reprezentacji Szwecji U-21 mężczyzn. Rozegrano na nim 3 mecze grupowe oraz 1 mecz ćwierćfinałowy. Wymiary boiska: 105 × 68 m[4].
- Örjans Vall w Halmstad. Ma pojemność 7500 miejsc. Wybudowany w 1922 roku, był remontowany w 1972. Najmniej nowoczesna arena mistrzostw należy do miasta, a na co dzień obiekt użytkuje głównie klub Halmstads BK. Rozegrano na nim 3 mecze grupowe oraz 1 ćwierćfinał. W Halmstad odbył się premierowy mecz turnieju. W środę 10 lipca o godzinie 18 stanęły naprzeciwko siebie Włochy i Finlandia. Wymiary boiska: 105 × 68 m[4].
- Myresjöhus Arena położony w Växjö. Ma pojemność 12 000 miejsc. Obiekt został otwarty we wrześniu 2012 roku. Użytkuje go klub Östers IF. W trakcie EURO 2013 gościł 3 gry eliminacyjne i 1 mecz ćwierćfinałowy. Wymiary boiska: 105 × 68 m[4].

| Göteborg                           | Solna                               | Norrköping                          | Linköping                            | Kalmar                                 | Halmstad                            | Växjö                                  |
| ---------------------------------- | ----------------------------------- | ----------------------------------- | ------------------------------------ | -------------------------------------- | ----------------------------------- | -------------------------------------- |
| Gamla Ullevi Liczba miejsc: 16 700 | Friends Arena Liczba miejsc: 50 000 | Idrottsparken Liczba miejsc: 10 300 | Linköping Arena Liczba miejsc: 7 500 | Guldfågeln Arena Liczba miejsc: 10 900 | Örjans Vall Liczba miejsc: 7 500    | Myresjöhus Arena Liczba miejsc: 12 000 |
|                                    |                                     |                                     |                                      |                                        |                                     |                                        |
| 3 mecze fazy grupowej 1 półfinał   | finał                               | 3 mecze fazy grupowej 1 półfinał    | 3 mecze fazy grupowej 1 ćwierćfinał  | 4 mecze fazy grupowej 1 ćwierćfinał    | 4 mecze fazy grupowej 1 ćwierćfinał | 3 mecze fazy grupowej 1 ćwierćfinał    |

## Sędziny
UEFA wybrała dziewięć sędzi głównych, dwanaście asystentek oraz trzy sędzie techniczne
| Główne | Asystentki | Techniczne                                                       |
| --- | --- | ---------------------------------------------------------------- |
| - Kirsi Heikkinen - Bibiana Steinhaus - Katalin Kulcsár - Silvia Spinelli - Teodora Albon - Cristina Dorcioman - Jenny Palmqvist - Esther Staubli - Kateryna Monzul | - Lucie Ratajova - Sian Massey - Tonja Paavola - Marina Wozniak - Judit Kulcsár - Romina Santuari - Hege Steinlund - Petruta Iugulescu - Maria Súkeníková - María Luisa Villa Gutiérrez - Helen Karo - Natalija Raczynśka | - Carina Vitulano - Esther Azzopardi Farrugia - Monika Mularczyk |

## Faza Grupowa
Biorące udział w turnieju reprezentacje zostały podzielone na trzy grupy po cztery zespoły. Do Fazy Pucharowej awansowały drużyny z dwóch pierwszych miejsc z każdej z grup oraz dwie najlepsze drużyny z miejsc trzecich.

### Grupa A
| Zespół    | Pkt | M | W | R | P | Br+ | Br− | +/− |
| --------- | --- | - | - | - | - | --- | --- | --- |
| Szwecja   | 7   | 3 | 2 | 1 | 0 | 9   | 2   | +7  |
| Włochy    | 4   | 3 | 1 | 1 | 1 | 3   | 4   | -1  |
| Dania     | 2   | 3 | 0 | 2 | 1 | 3   | 4   | -1  |
| Finlandia | 2   | 3 | 0 | 2 | 1 | 1   | 6   | -5  |

| 10 lipca 2013 18:00 CET | Włochy | 0:0(0:0)Raport | Finlandia | Örjans Vall, Halmstad Widzów: 3 011 Sędzia: Teodora Albon |
|                         |        |                |           |                                                           |

| 10 lipca 2013 20:30 CET | Szwecja · Fischer 36' | 1:1(1:1)Raport | Dania · 26' Gajhede | Gamla Ullevi, Göteborg Widzów: 16 128 Sędzia: Bibiana Steinhaus |
|                         |                       |                |                     |                                                                 |

| 13 lipca 2013 18:00 CET | Włochy · Gabbiadini 55' · Mauro 60' | 2:1(0:0)Raport | Dania · 66' Brogaard | Örjans Vall, Halmstad Widzów: 2 190 Sędzia: Esther Staubli |
|                         |                                     |                |                      |                                                            |

| 13 lipca 2013 20:30 CET | Finlandia | 0:5(0:3)Raport | Szwecja · 15' 36' Fischer · 38'Asllani · 60' 87' Schelin | Gamla Ullevi, Göteborg Widzów: 16 414 Sędzia: Cristina Dorcioma |
|                         |           |                |                                                          |                                                                 |

| 16 lipca 2013 20:30 CET | Szwecja · Manieri 47' (sam.) · Schelin 49' · Öqvist 57' | 3:1(0:0)Raport | Włochy · Gabbiadini 78' | Örjans Vall, Halmstad Widzów: 7 288 Sędzia: Katalin Kulcsár |
|                         |                                                         |                |                         |                                                             |

| 16 lipca 2013 20:30 CET | Dania · Brogaard 29' | 1:1(1:0)Raport | Finlandia · Sjölund 87' | Gamla Ullevi, Göteborg Widzów: 8 360 Sędzia: Katerina Monzul |
|                         |                      |                |                         |                                                              |

### Grupa B
| Zespół   | Pkt | M | W | R | P | Br+ | Br− | +/− |
| -------- | --- | - | - | - | - | --- | --- | --- |
| Norwegia | 7   | 3 | 2 | 1 | 0 | 3   | 1   | +2  |
| Niemcy   | 4   | 3 | 1 | 1 | 1 | 3   | 1   | +2  |
| Islandia | 4   | 3 | 1 | 1 | 1 | 2   | 4   | -2  |
| Holandia | 1   | 3 | 0 | 1 | 2 | 0   | 2   | -2  |

| 11 lipca 2013 18:00 CET | Norwegia · Hegland 26' | 1:1(1:0)Raport | Islandia · 86' (k) Viðarsdóttir | Guldfågeln Arena, Kalmar Widzów: 3 867 Sędzia: Katalin Kulcsár |
|                         |                        |                |                                 |                                                                |

| 11 lipca 2013 20:30 CET | Niemcy | 0:0(0:0)Raport | Holandia | Myresjöhus Arena, Växjö Widzów: 8 861 Sędzia: Silvia Spinelli |
|                         |        |                |          |                                                               |

| 14 lipca 2013 18:00 CET | Norwegia · Gulbrandsen 54' | 1:0(0:0)Raport | Holandia | Guldfågeln Arena, Kalmar Widzów: 4256 Sędzia: Teodora Albon |
|                         |                            |                |          |                                                             |

| 14 lipca 2013 20:30 CET | Islandia | 0:3(0:1)Raport | Niemcy · 24' Lotzen · 55', 84' Okoyino da Mbabi | Myresjöhus Arena, Växjö Widzów: 4620 Sędzia: Kirsi Heikkinen |
|                         |          |                |                                                 |                                                              |

| 17 lipca 2013 18:00 CET | Niemcy | 0:1(0:1)Raport | Norwegia · 45+1' Isaksen | Guldfågeln Arena, Kalmar Widzów: 10 346 Sędzia: Esther Staubli |
|                         |        |                |                          |                                                                |

| 17 lipca 2013 18:00 CET | Holandia | 0:1(0:1)Raport | Islandia · 30' Brynjarsdóttir | Myresjöhus Arena, Växjö Widzów: 3 406 Sędzia: Cristina Dorcioman |
|                         |          |                |                               |                                                                  |

### Grupa C
| Zespół    | Pkt | M | W | R | P | Br+ | Br− | +/− |
| --------- | --- | - | - | - | - | --- | --- | --- |
| Francja   | 9   | 3 | 3 | 0 | 0 | 7   | 1   | +6  |
| Hiszpania | 4   | 3 | 1 | 1 | 1 | 4   | 4   | 0   |
| Rosja     | 2   | 3 | 0 | 2 | 1 | 3   | 5   | -2  |
| Anglia    | 1   | 3 | 0 | 1 | 2 | 3   | 7   | -4  |

| 12 lipca 2013 18:00 CET | Francja · Delie 21', 33' · Le Sommer 67' | 3:1(2:0)Raport | Rosja · 82' Morozowa | Idrottsparken, Norrköping Widzów: 2 980 Sędzia: Jenny Palmqvist |
|                         |                                          |                |                      |                                                                 |

| 12 lipca 2013 20:30 CET | Anglia · Aluko 8' · Bassett 89' | 2:3(1:1)Raport | Hiszpania · Boquete 4' · Hermoso 85' · Putellas 90+4' | Linköping Arena, Linköping Widzów: 5 190 Sędzia: Kateryna Monzul |
|                         |                                 |                |                                                       |                                                                  |

| 15 lipca 2013 18:00 CET | Anglia · Duggan 90+2' | 1:1(0:1)Report | Rosja · 38' Korowkina | Linköping Arena, Linköping Widzów: 3 629 Sędzia: Bibiana Steinhaus |
|                         |                       |                |                       |                                                                    |

| 15 lipca 2013 20:30 CET | Hiszpania | 0:1(0:1)Raport | Francja · 5' Renard | Idrottsparken, Norrköping Widzów: 5068 Sędzia: Carina Vitulano |
|                         |           |                |                     |                                                                |

| 18 lipca 2013 20:30 CET | Francja · Le Sommer 9' · Nécib 62' · Renard 64' | 3:01:0Raport | Anglia | Linköping Arena, Linköping Widzów: 7 332 Sędzia: Kirsi Heikkinen |
|                         |                                                 |              |        |                                                                  |

| 18 lipca 2013 20:30 CET | Rosja · Tieriekowa 44' | 1:1Raport | Hiszpania · Boquete 14' | Idrottsparken, Norrköping Widzów: 2 157 Sędzia: Jenny Palmqvist |
|                         |                        |           |                         |                                                                 |

### Klasyfikacja trzecich
W klasyfikacji trzecich zespołów pod uwagę brane były jedynie punkty, pomijane zaś osiągnięcia bramkowe. O awansie Danii i odpadnięciu Rosji zdecydowało losowanie.
| Zespół   | Pkt | M | W | R | P | Wynik losowania |
| -------- | --- | - | - | - | - | --------------- |
| Islandia | 4   | 3 | 1 | 1 | 1 | –               |
| Dania    | 2   | 3 | 0 | 2 | 1 | Wygrana         |
| Rosja    | 2   | 3 | 0 | 2 | 1 | Porażka         |

## Faza pucharowa
|  |                      |             |                       |                     |      |          |                  |          |  |  |       |       |       |
|  | Ćwierćfinał          | Ćwierćfinał | Ćwierćfinał           |                     |      | Półfinał | Półfinał         | Półfinał |  |  | Finał | Finał | Finał |
|  | Ćwierćfinał          | Ćwierćfinał | Ćwierćfinał           |                     |      | Półfinał | Półfinał         | Półfinał |  |  | Finał | Finał | Finał |
|  | 21 lipca – Halmstad  |             |                       |                     |      |          |                  |          |  |  |       |       |       |
|  |                      |             |                       |                     |      |          |                  |          |  |  |       |       |       |
|  | Szwecja              | Szwecja     | 4                     |                     |      |          |                  |          |  |  |       |       |       |
|  | Szwecja              | Szwecja     | 4                     | 24 lipca – Göteborg |      |          |                  |          |  |  |       |       |       |
|  | Islandia             | Islandia    | 0                     |                     |      |          |                  |          |  |  |       |       |       |
|  | Islandia             | Islandia    | 0                     |                     |      | Szwecja  | Szwecja          | 0        |  |  |       |       |       |
|  | 21 lipca – Växjö     |             |                       |                     |      | Szwecja  | Szwecja          | 0        |  |  |       |       |       |
|  |                      |             | Niemcy                | Niemcy              | 1    |          |                  |          |  |  |       |       |       |
|  | Włochy               | Włochy      | Niemcy                | Niemcy              | 1    | 0        |                  |          |  |  |       |       |       |
|  | Włochy               | Włochy      |                       |                     |      | 0        | 28 lipca – Solna |          |  |  |       |       |       |
|  | Niemcy               | Niemcy      | 1                     |                     |      |          |                  |          |  |  |       |       |       |
|  | Niemcy               | Niemcy      | 1                     |                     |      | Niemcy   | Niemcy           | 1        |  |  |       |       |       |
|  | 22 lipca – Kalmar    |             |                       |                     |      | Niemcy   | Niemcy           | 1        |  |  |       |       |       |
|  |                      |             | Norwegia              | Norwegia            | 0    |          |                  |          |  |  |       |       |       |
|  | Norwegia             | Norwegia    | Norwegia              | Norwegia            | 0    | 3        |                  |          |  |  |       |       |       |
|  | Norwegia             | Norwegia    | 25 lipca – Norrköping |                     |      | 3        |                  |          |  |  |       |       |       |
|  | Hiszpania            | Hiszpania   | 1                     |                     |      |          |                  |          |  |  |       |       |       |
|  | Hiszpania            | Hiszpania   | 1                     |                     |      | Norwegia | Norwegia         | 1(4)     |  |  |       |       |       |
|  | 22 lipca – Linköping |             |                       |                     |      | Norwegia | Norwegia         | 1(4)     |  |  |       |       |       |
|  |                      |             | Dania                 | Dania               | 1(2) |          |                  |          |  |  |       |       |       |
|  | Francja              | Francja     | Dania                 | Dania               | 1(2) | 1(2)     |                  |          |  |  |       |       |       |
|  | Francja              | Francja     |                       |                     |      |          |                  |          |  |  |       |       |       |
|  | ' Dania              | ' Dania     | 1(4)                  |                     |      |          |                  |          |  |  |       |       |       |
|  | ' Dania              | ' Dania     | 1(4)                  |                     |      |          |                  |          |  |  |       |       |       |

### Ćwierćfinały
| 21 lipca 2013 | Szwecja                                           | 4:0   | Islandia |                                                             |
| 15:00 CET     | M. Hammarström 3' · Öqvist 14' · Schelin 19', 59' | (3:0) |          | Örjans Vall, Halmstad Widzów: 7 468 Sędzia: Kirsi Heikkinen |

| 21 lipca 2013 | Włochy | 0:1   | Niemcy      |                                                               |
| 18:00 CET     |        | (0:1) | 26' Laudehr | Myresjöhus Arena, Växjö Widzów: 9 265 Sędzia: Katalin Kulcsár |

| 22 lipca 2013 | Norwegia                                             | 3:1   | Hiszpania     |                                                                   |
| 18:00 CET     | Gulbrandsen 24' · Paredes 43' (sam.) · Hegerberg 64' | (2:0) | 90+3' Hermoso | Guldfågeln Arena, Kalmar Widzów: 10 435 Sędzia: Bibiana Steinhaus |

| 22 lipca 2013 | Francja                                 | 1:1 k. 2:4              | Dania                                                          |                                                                  |
| 20:45 CET     | Nécib 71' (k.)                          | (0:1, 1:1, 0:0, k. 2:4) | 28' Rasmussen                                                  | Linköping Arena, Linköping Widzów: 7 448 Sędzia: Carina Vitulano |
| 20:45 CET     | · Nécib · Thiney · Le Sommer · Delannoy | Rzuty karne             | · Røddik Hansen · Rydahl Bukh · Nadim · Nielsen · Arnth Jensen | Linköping Arena, Linköping Widzów: 7 448 Sędzia: Carina Vitulano |

### Półfinały
| 24 lipca 2013 | Szwecja | 0:1   | Niemcy       |                                                              |
| 20:30 CET     |         | (0:1) | 33' Marozsán | Gamla Ullevi, Göteborg Widzów: 16 608 Sędzia: Esther Staubli |

| 25 lipca 2013 | Norwegia                                     | 1:1 k. 4:2              | Dania                                        |                                                                |
| 20:30 CET     | Christensen 3'                               | (1:0, 1:1, 0:0, k. 4:2) | Gajhede Knudsen 87'                          | Idrottsparken, Norrköping Widzów: 9260 Sędzia: Kateryna Monzul |
| 20:30 CET     | · Gulbrandsen · Dekkerhus · Rønning · Mjelde | Rzuty karne             | · Røddik Hansen · Nielsen · Nadim · Brogaard | Idrottsparken, Norrköping Widzów: 9260 Sędzia: Kateryna Monzul |

### Finał
| 28 lipca 2013 | Niemcy     | 1:0   | Norwegia |                                                                |
| 16:00 CET     | Mittag 49' | (0:0) |          | Friends Arena, Solna Widzów: 41 301 Sędzia: Cristina Dorcioman |

## Strzelcy
5 gole
- Lotta Schelin

3 gole
- Nilla Fischer

2 gole
- Mia Brogaard
- Mariann Gajhede Knudsen
- Marie-Laure Delie
- Eugénie Le Sommer
- Louisa Nécib
- Wendie Renard
- Verónica Boquete
- Jennifer Hermoso
- Célia Okoyino da Mbabi
- Solveig Gulbrandsen
- Josefine Öqvist
- Melania Gabbiadini

1 gol
- Eniola Aluko
- Laura Bassett
- Toni Duggan
- Johanna Rasmussen
- Annica Sjölund
- Alexia Putellas
- Dagný Brynjarsdóttir
- Margrét Lára Viðarsdóttir
- Simone Laudehr
- Lena Lotzen
- Dzsenifer Marozsán
- Anja Mittag
- Marit Fiane Christensen
- Ada Hegerberg
- Kristine Wigdahl Hegland
- Ingvild Isaksen
- Nelli Korowkina
- Jelena Morozowa
- Jelena Tieriekowa
- Kosovare Asllani
- Marie Hammarström
- Ilaria Mauro

Samobójcze
- Raffaella Manieri (dla Szwecji)
- Irene Paredes (dla Norwegii)